# Atka (wyspa)
Atka – wyspa w archipelagu Aleutów, największa w grupie Andreanof Islands. Powierzchnia wyspy wynosi 1048 km². Północną część wyspy stanowi dawny duży wulkan tarczowy. Tu znajduje się najwyżej położony punkt, czynny wulkan Korovin, o wysokości 1533 m n.p.m. Część południowo-zachodnią stanowi długi wąski i znacznie niższy półwysep. W przesmyku między tymi dwoma fragmentami wyspy nad zatoką Nazan Bay położona jest niewielka osada Atka.
Od wschodu cieśnina Amlia Pass oddziela Atkę od wyspy o tej samej nazwie, a od zachodu cieśnina Atka Pass od grupy mniejszych wysepek, z których ważniejsze to Tagalak (Takalak), Chugul, Igitkin i Great Sitkin.